# Tíaso (séquito)

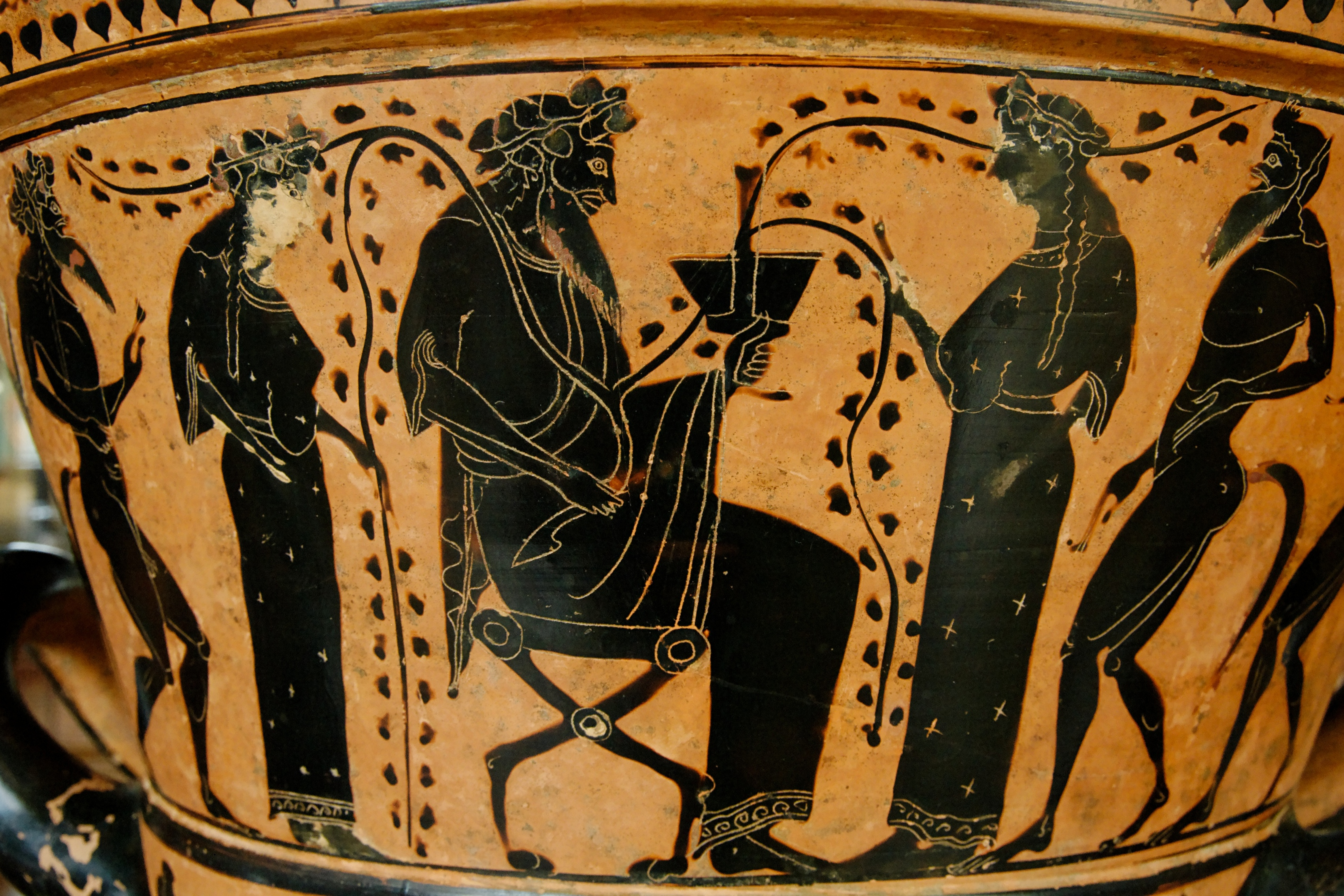
Dioniso e membros de seu tíaso em uma cratera-psíctere ática de figuras negras (525–500 AEC, Museu do Louvre)

Na religião e mitologia grega, o tíaso (em grego:  θίασος) era a comitiva extática de Dioniso, frequentemente retratada como foliões embriagados. Muitos dos mitos de Dioniso estão conectados com sua chegada na forma de uma procissão. A versão mais grandiosa desse tipo foi seu retorno triunfante da "Índia", que influenciou concepções simbólicas do triunfo romano e foi narrado em detalhes arrebatadores nas Dionisíacas de Nono. Nesta procissão, Dioniso anda numa carruagem, muitas vezes puxada por grandes felinos, como tigres, leopardos, ou leões, ou de forma alternativa elefantes ou centauros.
O tíaso do deus do mar Poseidon é retratado como uma procissão de casamento triunfal com Anfitrite, acompanhada por figuras como ninfas do mar e hipocampos. Na histórica sociedade grega, thiasoi (pl: em grego:  θίασοι) eram organizações religiosas cuja existência era protegida por lei.

## Tíasodionisíaco

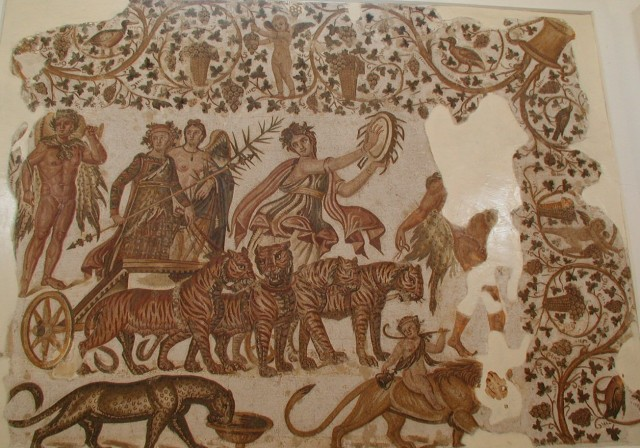
Triunfo de Dioniso em um fragmentado mosaico romano (século III EC, Museu Arqueológico de Susa)

Os membros mais significativos do tíaso eram as devotas humanas, as mênades, que gradualmente substituíram as ninfas imortais. Em pinturas em vasos ou baixos-relevos gregos, figuras femininas solitárias podem ser reconhecidas como pertencentes ao tíaso por brandirem o tirso, o cajado ou bastão característico do devoto.
Outros frequentadores da comitiva eram vários espíritos da natureza, incluindo os silenos (ou dançarinos humanos fantasiados como tal), falos muito em evidência, sátiros, e Pã. Os silenos itifálicos são frequentemente mostrados dançando em pinturas de vasos. O tutor de Dioniso é representado por um único Sileno envelhecido. A comitiva é às vezes mostrada sendo levada diante de um recipiente sentado: o trágico humano que acolheu o presente do vinho, Icário ou Semachos, e sua filha, Erígone. Na forma triunfal da procissão, Ariadne às vezes cavalga com Dioniso como sua consorte. Héracles seguiu o tíaso por um curto período após sua derrota em uma competição de bebida para Dioniso.
No Vaso François do século VI a.C., Dioniso é acompanhado em procissão pelas três Horas. Outras representações notáveis na arte incluem o "Grande Prato" de prata do Tesouro de Mildenhall, a Taça de Licurgo e, no Renascimento, Baco e Ariadne de Ticiano. A comitiva dionisíaca era um tema popular na arte romana, especialmente em baixos-relevos e painéis de sarcófagos.

## Tíasomarinho

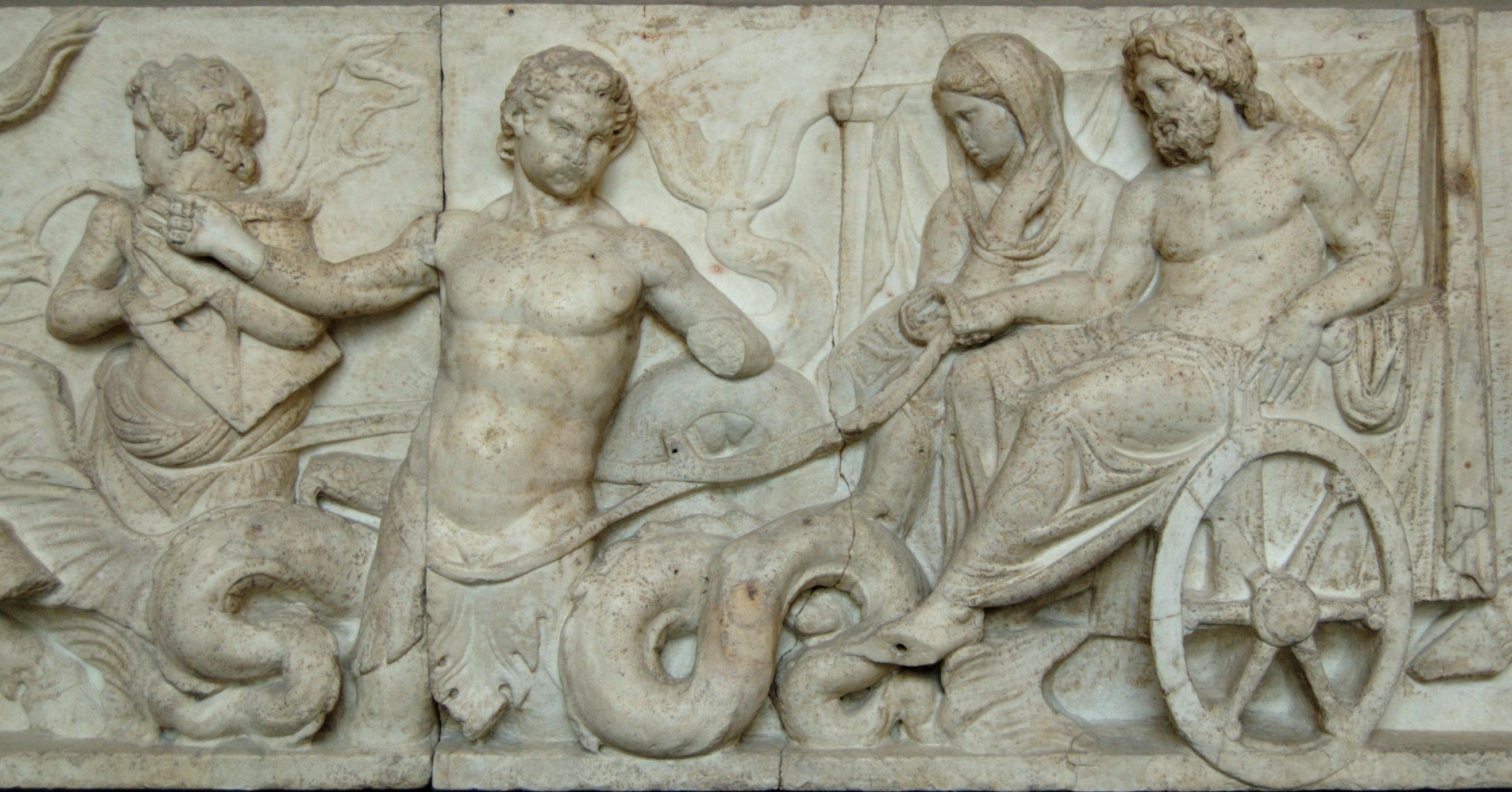
Tíaso marinho representando o casamento de Poseidon e Anfitrite, do Altar de Domício Enobarbo no Campo de Marte, baixo-relevo, República Romana, século II AEC

Um tíaso marinho (ou tíaso do mar) é um termo para um grupo como os tíasos dionisíacos, exceto que o deus principal é substituído por Poseidon ou alguma outra divindade do mar. Lattimore, embora insista que o deus principal deve ser Poseidon em um sentido estrito, inclui exemplos onde Poseidon está completamente ausente na composição, que mais frequentemente apresentam Tritões e Nereidas como séquitos marinhos.
Uma obra original de Escopas sobre este tema foi levada para Roma e descrita por Plínio, mas agora está perdida.. Ainda assim, o tema está bem representado nas obras sobreviventes da arte romana, desde pequenos relevos decorativos e grandes painéis de sarcófagos até extensos mosaicos.
Mesmo no exemplo de Escopas, o tema principal foi a libertação do morto Aquiles para o Elísio, acompanhado por sua mãe Tétis (embora Poseidon também esteja presente), e exemplos da comitiva de Tétis foram descritos como tíasos marinhos.
Os tíasos marinhos poderiam ser o séquito para Oceano, ou para Vênus Marinha.